# Western Pleasure

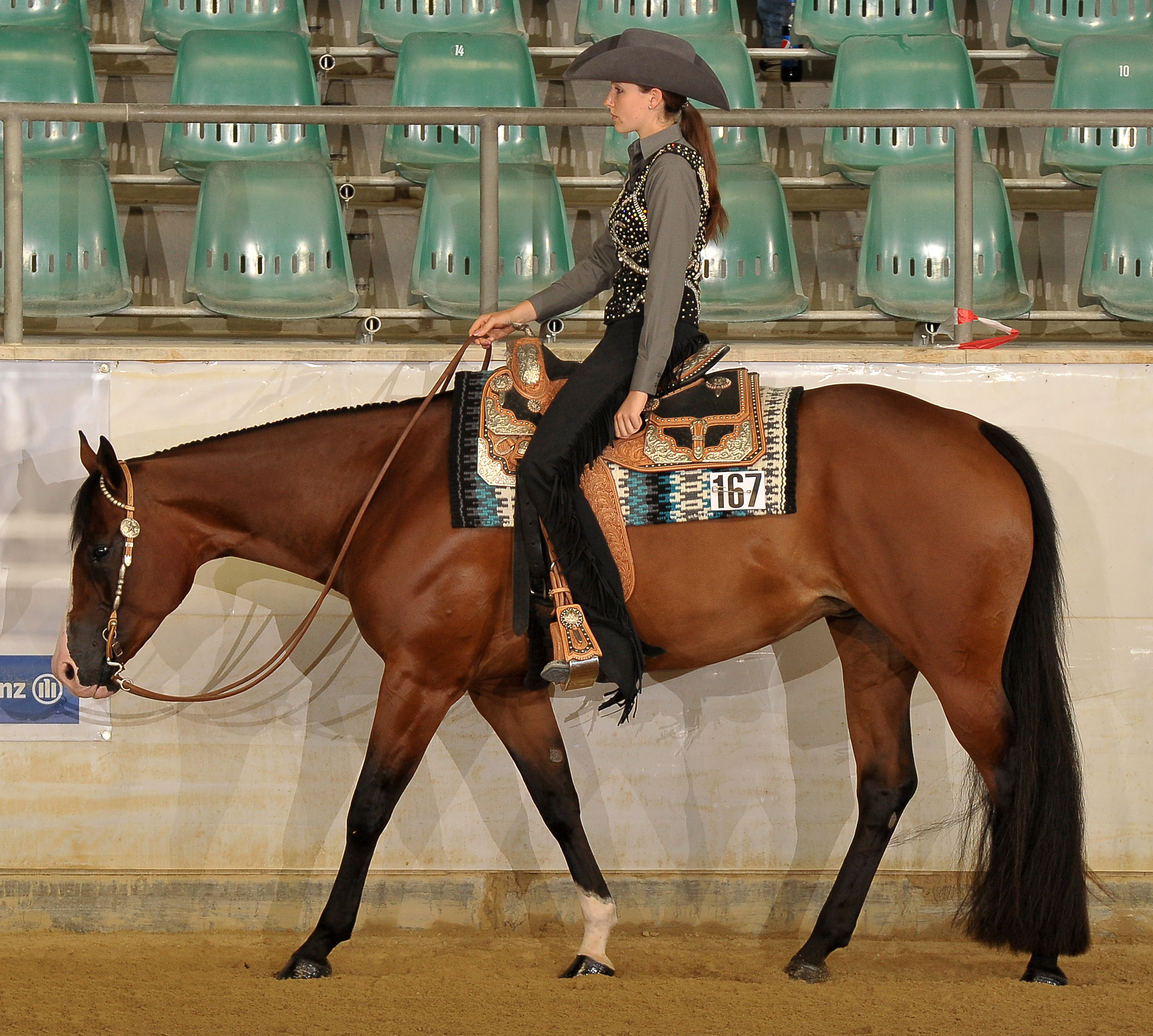
In einer Pleasureprüfung soll der Eindruck entstehen, dass Pferd und Reiter Vergnügen an der Arbeit haben.

Western Pleasure ist eine Disziplin im Westernreitsport, in der es vor allem darum geht, ein möglichst gut ausgebildetes Pferd mit taktklaren Gängen zu präsentieren. Es soll der Eindruck entstehen, dass es ein Vergnügen ist, dieses Pferd zu reiten. Deshalb werden in den Prüfungen auch ausschließlich die Leistung, der Zustand sowie in speziellen Klassen das Gebäude des Pferdes bewertet. Der Reiter hingegen wird nicht beurteilt, wobei sein korrekter Sitz oder feine Hilfegebung immer zum positiven Gesamtbild beitragen. Allgemein geht es um die richtige Technik und optimale Präsentation.

## Western-Pleasure-Pferde
Im Western Pleasure werden größtenteils American Quarter Horses eingesetzt, wie es auch in den anderen Westerndisziplinen meistens der Fall ist. 
Neben den American Quarter Horses sind auch Appaloosa oder American Paint Horses in Pleasure Prüfungen beliebt. Besondere Rassen wie Tennessee Walker oder Missouri Foxtrotter haben wegen ihrer speziellen Gänge oft gesonderte Prüfungen.

## Gangarten

### Walk
Walk ist die Bezeichnung der Westernreiter für die Gangart Schritt. Im natürlichen Viertakt fußt das Pferd gleichseitig, aber nicht gleichzeitig. Das Vorderbein soll möglichst flach und gerade nach vorne geführt werden. Die Schrittlänge passt sich dem Exterieur an. Von einem Westernpferd wird ein fleißiger, aber gelassener Schritt gefordert. Sein Ausdruck ist dabei aufmerksam und wach.

### Jog
Diese spezielle Gangart entspricht einem moderaten Arbeitstrab und ist eine diagonale Zweitaktgangart. Es handelt sich um einen eher mechanischen und einfachen Bewegungsablauf, wobei das Pferd trotzdem raumgreifend und mit deutlicher Vorwärtsbewegung der Beine laufen sollte. Es soll vollkommen gleichmäßig rechtwinklig und ausbalanciert traben und weiche Bewegungen zeigen, was vor allem auch in der Verstärkung unverändert bleiben sollte. Der Jog eignet sich perfekt, um an der Elastizität des Pferdes zu arbeiten und um ihm beizubringen, die Reiterhand zu respektieren, ohne dadurch verunsichert zu werden.

### Lope
Der Lope entspricht dem Galopp und ist eine leichte, rhythmische Dreitaktgangart, in der eine natürliche Länge der Galoppsprünge gefordert wird. In der schwunghaften Bewegung kommt es zwischen den Galoppsprüngen zu einer Schwebephase, bei der kein Huf den Boden berührt. Es wird zwischen Links- und Rechtsgalopp unterschieden. Erwünscht sind entspannte, weiche Bewegungen, in denen das Tempo dem natürlichen Bewegungsablauf entspricht. Die Kopfhaltung wäre ebenfalls in natürlicher, dem Exterieur entsprechender Haltung optimal. Fehlerhaft ist ein Galopp im Viertakt.

### Back-Up
Ein korrektes Rückwärtsrichten liegt dann vor, wenn balancierte, weiche und fließende Bewegungen gezeigt werden. Das Pferd sollte gerade in guter Selbsthaltung rückwärts gehen, ohne dabei das Maul stark zu öffnen. Dies wird durch einen leichten Kontakt zwischen Zügelhand und Pferdemaul erreicht, verharren ist fehlerhaft.

### Show
Die Bewertung der Gänge findet auf einer Show über eine Rangordnung von Kriterien statt.
Das größte Augenmerk liegt auf der Korrektheit, genauer gesagt, auf der deutlichen Einhaltung des festgelegten Taktes. An zweiter Stelle folgt die Qualität, bei der es vor allem um Anmut und einen entspannten Ausdruck geht. Außerdem werden die Oberlinie, die Weichheit der Bewegungen, sowie die Gleichmäßigkeit und Länge der Schritte bewertet. Am wenigsten entscheidend ist das dritte Kriterium – der Schwierigkeitsgrad. Einen hohen Schwierigkeitsgrad hat zum Beispiel ein Schritt, der raumfassend und fließend ist, oder ein Trab oder Galopp mit langsamem Rhythmus.
Zum weiteren Verständnis sind hier noch einige Beispiele für die Bewertung:
Schlechter Schritt ist erkennbar durch ungleichmäßige Geschwindigkeit, fehlende Kadenz und fehlenden Fluss. Zudem wirkt das Pferd entweder eingeschüchtert oder maschierend. Guter Schritt hingegen zeichnet sich durch fließenden Viertakt aus. Das Pferd zeigt eine gleichmäßige Oberlinie und wirkt entspannt, interessiert und aufmerksam.
Unakzeptabler Jog beispielsweise entsteht durch fehlenden Zweitakt, fehlenden Fluss, sowie fehlende Balance. Exzellenter Jog wird dann in der Bewertung stehen, wenn das Pferd mühelose und gute Bewegungen zeigt und sich durch schwingende Beine und weiches Auffußen vertrauensvoll vorwärts bewegt. Weiche, ausbalancierte, kontrollierte und flache Bewegungen sind immer erwünscht. Trotzdem sollte der Jog federnd in der Fessel sein und das Pferd einen aufmerksamen und lebhaften Ausdruck zeigen. Etwas mehr Aufrichtung und Selbsthaltung unterscheiden zudem den exzellenten Jog vom guten Jog. Unakzeptabler Lope entsteht durch fehlenden Dreitakt, fehlenden Fluss und Rhythmus, aber auch durch Abwesenheit von Balance. Außerdem sieht dieser aus, als wäre er unbequem zu sitzen.
Der exzellente Lope hingegen entsteht bei einem Pferd mit aufgewölbtem Rücken, welches seine Hinterbeine mühelos tief untersetzt. Die Vorderbeine sollten sich in flacher Bewegung zeigen, während die Oberlinie gleichmäßig sein sollte. Der Ausdruck ist optimal, wenn er entspannt, selbstsicher und lebhaft ist. Wünschenswert sind dann noch allgemein korrekte und weiche Bewegungen und ein hohes Maß an Aufrichtung und Selbsthaltung.

## Ausbildung
In der Western Pleasure geht es grundsätzlich darum, wie sich das Pferd präsentiert. Das Ziel ist ein Pferd, welches ohne große Einwirkung des Reiters in korrekter Selbsthaltung läuft, ohne die Vorwärtsbewegung zu verlieren, und taktklare, saubere Gänge in Rhythmus, Balance und mit Kadenz zeigt. Der Gesamteindruck soll vermitteln, dass es ein Vergnügen ist, dieses Pferd zu reiten, weshalb alles mühelos und selbstverständlich wirken soll. Dazu müssen vor allem die Hilfen sehr fein und präzise gegeben werden und möglichst unauffällig in die Arbeit mit eingehen. Die Gänge sollen frei und fließend sein, die Schrittlänge dem Körperbau angemessen und raumgreifend. Große Bedeutung haben die Qualität der gesamten Bewegung, sowie die
Gleichmäßigkeit der Gänge. Kopf und Hals des Pferdes sollen in entspannter und natürlicher Position getragen werden, was genauer beschrieben bedeutet, dass sich das Genick auf Höhe des Widerristes oder etwas darüber befinden soll. Der Kopf darf im Allgemeinen nicht hinter die Senkrechte gelangen, weil dies einen Eindruck von Verängstigung erweckt. Genauso wenig sollte die Nasen stark nach vorne gestreckt werden, da dies wiederum den Anschein von Widersetzlichkeit auslöst. Der Ausdruck des Pferdes wird freundlich gewünscht, genauso wie ein aufmerksames Ohrenspiel bei der Arbeit. Geritten wird am angemessenen losen Zügel, aber immer mit leichtem Kontakt. Kontrolle ist ebenfalls ein wichtiger Punkt der Ausbildung, welche zum Beispiel durch Übergänge überprüft und gefördert werden kann.

## Turnierklassen

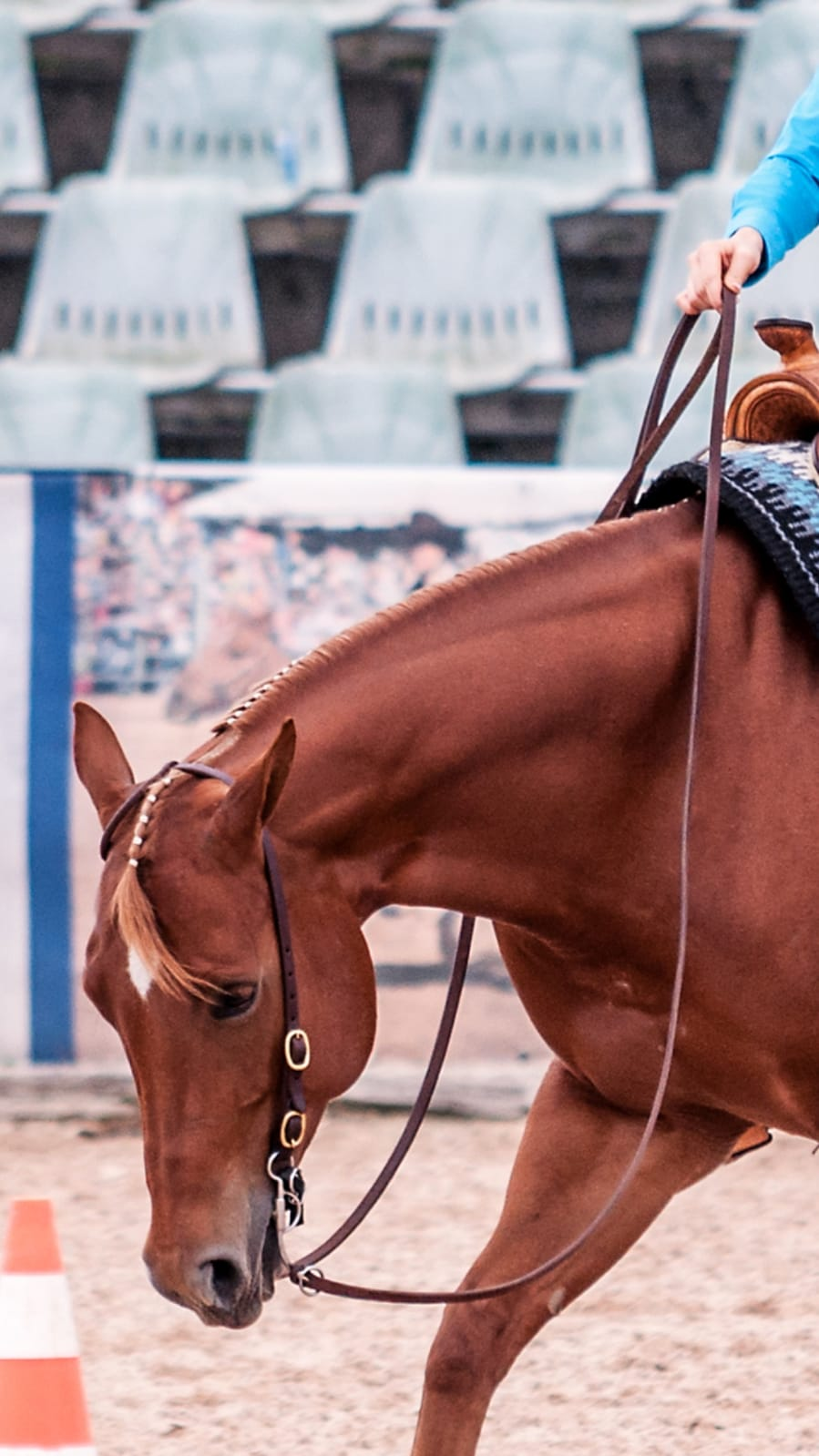
Ein Western Pferd mit Kandare und einhändiger Zügelführung.

Level 1 Western Pleasure hat das Ziel, verschiedenste Pferde mit gleichem Erfahrungsstand zusammen starten zu lassen. Sie stellt die Vorstufe zur Teilnahme an fortgeschritteneren Klassen – Level 2 und Level 3 – dar. In dieser Klasse dürfen alle Pferde unabhängig von ihrem Alter einhändig oder beidhändig geritten werden, ansonsten gelten die gleichen Regeln wie in der Western Pleasure.
Auf einer Show dürfen bis zu drei Western Pleasure Klassen angeboten werden – die Senior Western Pleasure, die Junior Western Pleasure und die Zweijährige Western Pleasure. Sechsjährige Pferde oder älter müssen immer mit Bit vorgestellt werden, Fünfjährige hingegen können mit Bit, Hackamore oder Snaffle Bit geritten werden. Außer in den Hackamore- und Snaffle Bit-Klassen werden auch Juniorpferde immer einhändig vorgestellt, wobei die Zügelhand nie innerhalb einer Prüfung gewechselt werden darf. Dies würde als Verstoß gewertet und zur Disqualifikation führen. Der Reiter darf zwar mit der zweiten, freien Hand Knoten aus den Zügelenden lösen, aber niemals versuchen, die Spannung oder Länge der Zügel zwischen Pferdemaul und Zügelhand zu ändern. Dies würde ebenfalls als Benutzen von zwei Händen gewertet. Reitet man sein Juniorpferd beidhändig mit Split Reins, so sollte man jeweils die Zügelenden kreuzen und auf die gegenüberliegende Halsseite legen. Im Allgemeinen sollten die Reiterhände immer in der Nähe des Horns gehalten werden und sich nicht weiter als 10 cm von dort entfernen. Sie sollten möglichst ruhig und ohne große Bewegung getragen werden. Während einer Prüfung befinden sich immer mehrere Reiter-Pferd-Paare in der Arena. Geritten wird in allen drei Gangarten auf beiden Händen. Vorgeschrieben ist mindestens eine Trabverstärkung auf einer Hand, aber gefordert werden können vom Richter auch noch andere Verstärkungen im Schritt oder Galopp. Gern gesehen wird auch ruhiges Stehen und Richtungswechsel, die zur Innenseite der Bahn ausgeführt werden. Diese Wechsel dürfen vom Richter im Schritt oder Trab gefordert werden, aber niemals im Galopp. Überholen ist erlaubt, übermäßige Hilfegebung jedoch nicht. Der Richter kann jederzeit zusätzliche Leistungen fordern. Deshalb sollte man also immer aufmerksam zuhören, um möglichst spontan und schnell auf die Änderungen reagieren zu können. Auch wenn eigentlich nur die Leistung, der Zustand und das Gebäude der Pferde bewertet werden, wird es immer positiv auffallen, wenn man nicht nur auf dem Hufschlag reitet, sondern versucht, mehr in den Vordergrund im Gegensatz zu den anderen Reitern zu kommen. Das geradegerichtete Pferd mit weichen Bewegungen, das vertrauensvoll dem Reiter zuhört, wird dabei am besten bewertet. Um seine Leistungen besser einzuschätzen, ist eine Liste hilfreich, welche die gröbsten Fehler aufzeigt. Hier findet man unter anderem übermäßige Geschwindigkeit, falschen Galopp, aus der Gangart fallen oder den Verlust der Vorwärtsbewegung. Weiterhin gehören das Versäumen der Aufnahme einer neuen Gangart, das Berühren des Pferdes oder des Sattels mit der freien Hand oder auch ein zu hohes oder niedriges Tragen des Pferdekopfes dazu. Ein Überflexen oder allgemein zu angespannter Hals sind genauso ungern gesehen wie übermäßiges Vorstrecken der Nase. Im Lope sollte übertriebene Bewegung der Oberlinie vermieden werden, auch ein stark geöffnetes Maul während der Prüfung und Stolpern führen zu Abzügen. Unerwünscht ist die Benutzung von Sporen vor dem Gurt oder eine übermäßige Schrägstellung im Lope. Im Bezug auf den Ausdruck des Pferdes gibt es negative Bewertungen, wenn es traurig, stumpfsinnig, teilnahmslos, erschöpft, unlustig oder übermüdet wirkt. Weitere Fehler sind kurze, schnelle und abgehackte Gänge sowie kein Kontakt durch zu stark durchhängende Zügel. Disqualifiziert wird ein Reiter, dessen Pferd seinen Kopf ständig zu tief oder eindeutig konstant hinter der Senkrechten trägt oder andere Zeichen von Einschüchterung aufweist.

## Ausrüstung

### Kopfstücke
Es gibt eine ganze Reihe an Kopfstücken, die im Westernreitsport und somit auch in der Western Pleasure eingesetzt werden dürfen. Hierfür gibt es von der DQHA genau geregelte Angaben, welches Pferd mit welchem Kopfstück in welcher Disziplin geritten werden darf. Eines der Kopfstücke ist die Hackamore, bestehend aus flexibler, geflochtener Rohhaut oder auch Leder. Der Kern sollte ebenfalls aus Rohhaut oder geflochtenem Seil hergestellt sein. Außerdem müssen ein kompletter Mecate-Zügel und ein Anbindezügel vorhanden sein, während gepolstertes Material unter dem Kinn nicht zulässig ist. Verboten ist auch ein Pferdehaarbosal. Das Snaffle Bit entspricht einer Wassertrense mit O-Ring, Egg-Butt oder D-Ring und sollte ein Mundstück aus rundem, ovalem oder eiförmigem, glatten Metall besitzen, welches nicht umwickelt sein darf. Der Durchmesser darf nicht unter 8 mm sein und es kann aus zwei oder drei Teilen bestehen. Kinnriemen sind erlaubt. Das Curb-Bit entspricht einer Kandare, die über Hebelkraftwirkung verfügt. Es kann entweder ein starres oder gebrochenes Mundstücke sowie Anzüge besitzen, darf aber keine mechanischen Zusätze beinhalten. Dieses Kopfstück muss mit einem Curb Strap (=Kinnriemen) oder einem Curb Chain (= Kinnkette) verschnallt sein. Das allgemeine Standardgebiss sollte eine Schenkellänge von 215 Millimetern nicht überschreiten, darf fest oder beweglich sein und darf eine Zungenfreiheit von höchstens 90 Millimetern besitzen. Sechsjährige Pferde oder älter müssen immer mit Bit vorgestellt werden, während Fünfjährige oder jünger die Wahl zwischen Bit, Hackamore und Snaffle Bit haben.

### Sattel

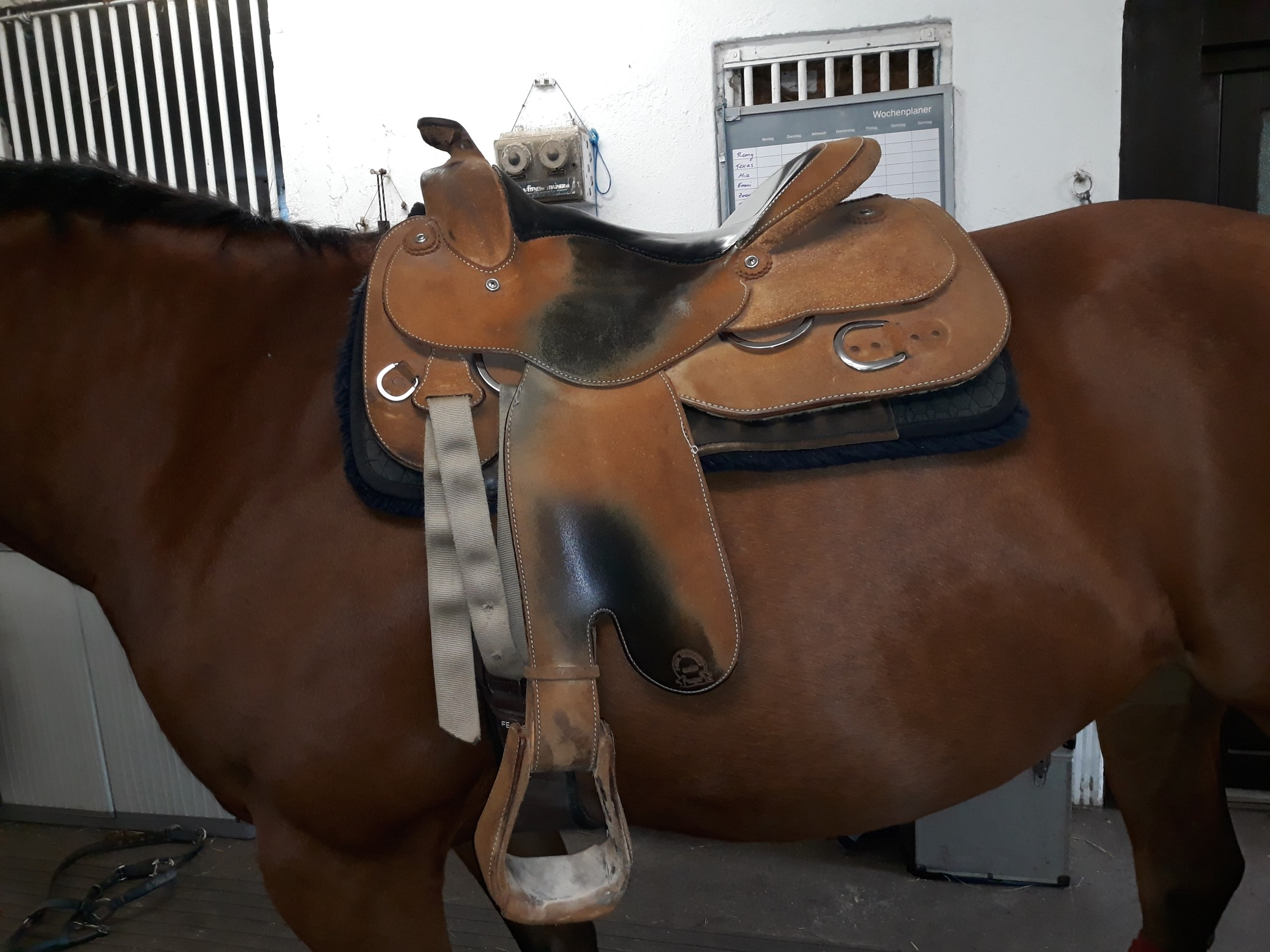
Ein klassischer Westernsattel ohne Verzierungen

Der Westernsattel im Allgemeinen zeichnet sich durch eine große wahrnehmbare Fork mit entsprechend geformten Horn, hohem Cantle und großen Skirts aus. Der Sattel für die Western Pleasure ist mehr oder weniger ein modifizierter Reiningsattel, der durch eine spezielle Sitzanatomie den Reiter senkrechter, mittiger und optimal in den Schwerpunkt setzt. Der Sitzaufbau wurde deshalb in dieser Weise verändert, um eine feinere Kommunikation durch exakte Hilfegebung zu schaffen. Die Fenderaufhängung liegt weiter hinten, die Fender selbst sind breit, schwer und weniger beweglich, was einen ruhigen und korrekten Sitz fördern soll. Meistens besitzt ein Pleasure-Reiter zwei Sättel für sein Pferd. Einen deutlich teureren Showsattel mit extrem aufwändiger Punzierung und Silberbeschlägen und das gleiche Modell noch einmal ohne die Verzierung für das alltägliche Training. Zwar wird ein Sattel mit Silberbeschlägen auf der Show nicht höher bewertet, aber leichter die Aufmerksamkeit der Richter erreicht und man kann durch ein harmonisches Gesamtbild überzeugen.

### Show
Auf einem Turnier, auch Show genannt, versucht der Reiter durch ein harmonisches Gesamtbild und auffällige Verzierung der Ausrüstung die Aufmerksamkeit der Richter zu erlangen. Weitere Ausrüstungsgegenstände wie Beinschutz, Gamaschen, Beinschoner, oder Kinnriemen aus Draht sind verboten. Ebenso verboten sind Kinnriemen und Kinnketten, die schmaler als 15 mm sind sowie allgemein die Verwendung von Ketten, Draht, Tie-Downs aus Draht und Bonnets.

### Kleidung
Wie in allen Reitdisziplinen ist die Kleidung auf einer Show entscheidend. Allgemein ist angemessene Westernbekleidung vorgeschrieben. Das heißt gut sitzende Jeans in eher dunklen Farben, langärmliges Hemd mit Kragen, ein Westernhut in helleren Farben und eher dunkel gehaltene Cowboystiefel. Jeder Teilnehmer muss ab dem Betreten der Reitbahn einen Hut auf seinem Kopf haben. Das Showmanagement kann gegebenenfalls entscheiden, eine Strafgebühr zu verhängen, wenn ein Hut verloren wird. Sporen und Chaps sind erlaubt. In der Western Pleasure speziell sind feine, detaillierte Muster häufig zu sehen. Reiche Verzierung ist hier der Standard zum Beispiel durch Stickereien, Pailletten, Swarovskisteine, Fransen oder Spitze. Es geht vor allem darum, die Aufmerksamkeit auf sich zu ziehen. Das wird nicht nur durch aufwendige Muster und Glitzer erreicht, sondern auch durch gute Qualität, Hochwertigkeit und Kunstfertigkeit. Auch „knallige“ Farben sind möglich, aber am Ende kommt es immer auf das Gesamtbild an.